# For Funerals to come
For Funerals To Come — музичний альбом гурту Katatonia. Виданий 1995 року лейблом Avantgarde Music. Загальна тривалість композицій становить 18:09. Альбом відносять до напрямку дум-метал.

## Список пісень
1. «Funeral Wedding»
2. «Shades Of Emerald Fields»
3. «For Funerals To Come»
4. «Epistel»